# Paravani (jezero)
Paravani (gru. ფარავანი, arm. Փարվանա լիճ) je vulkansko jezero u središnjem dijelu Gruzije. Smješteno je na Džavahetskoj visoravni između masiva Abul-Samsari i Džavahetije.
Paravani jezero nalazi se na 2073 metra nadmorske visine, ima površinu od 37,5 km2, te površinu sliva od 234 km2. Njegova najveća dubina je 3,3 metra, dok je prosječna 2,2 metra. Volumen jezera iznosi 91 km3. Najmanja razina jezerske vode je tijekom listopada i studenog, a najviša tijekom svibnja i lipnja. Jezero je zamrznuto tijekom zime, a debljina leda kreće se od 47 do 73 cm.
Osim nekoliko manjih rijeka, jezero dobiva vodu od snijega, kiše i podzemnih izvora.
Rijeka Paravani počinje od južnog dijela jezera, a kasnije se ulijeva u Kuru. Jezero je popularno odredište za ribolov.

## Vanjske poveznice
|  | Zajednički poslužitelj ima još gradiva o temi Paravani (jezero) |

- Položaj jezera  Arhivirana inačica izvorne stranice od 27. rujna 2007. (Wayback Machine)